# Juninho Pernambucano
Antônio Augusto Ribeiro Reis Júnior (Recife, 30 de janeiro de 1975), mais conhecido como Juninho Pernambucano, é um ex-futebolista brasileiro que atuava como meio-campista. 
Um dos maiores ídolos da história do Vasco da Gama e maior ídolo da história do Lyon, fez parte de gerações vitoriosas de ambos os clubes. Jogador inteligente, destacava-se dentro de campo por ser um meia de técnica apurada, bom passe, ótima finalização, além de ser especialista em bola parada, com mais de 77 gols de falta oficiais. Em sua vitoriosa carreira, também vestiu as camisas do Sport (clube pelo qual iniciou profissionalmente), Al-Gharafa e New York Red Bulls. Juninho também defendeu a Seleção Brasileira, tendo marcado seis gols em 40 partidas. Pela Amarelinha, o meia disputou a Copa América de 2001, a Copa das Confederações de 2005 e a Copa do Mundo de 2006.

## Carreira

### Sport
Juninho foi revelado nas categorias de base do Sport, onde chegou aos 16 anos. Apesar de ter sido aprovado no vestibular para o curso de administração de empresas, o jogador, depois de permanecer durante quase três temporadas nas categorias de base do clube, optou pelo futebol e realizou sua estreia na equipe principal em 11 de novembro de 1993, entrando no decorrer do segundo tempo do empate em 0–0 com o Fluminense. No time rubro-negro, fez parte da "geração de ouro" e passou a ser reverenciado pela torcida, sendo peça importante nas conquistas do Campeonato Pernambucano e da Copa do Nordeste, ambos em 1994. Foi também no Leão da Ilha que Juninho mostrou ser um excelente cobrador de faltas, algo que posteriormente viraria marca registrada em sua carreira.
Suas atuações com a camisa do Sport começaram a chamar a atenção dos grandes do futebol brasileiro. Não demorou muito e Juninho acabou recebendo uma proposta do carioca Vasco da Gama, que foi aceita. Com um início difícil, logo acabou se tornando um peça fundamental e estrela da equipe.

### Vasco da Gama
Foi contratado pelo Vasco da Gama em 1995, por indicação do zagueiro Ricardo Rocha a Eurico Miranda, então diretor de futebol. Eurico também foi responsável pela contratação do atacante Leonardo, que atuava ao lado de Juninho pelo Leão.
No dia 26 de agosto, em sua estreia em jogos oficiais, apresentou aos vascaínos o que seria marca registrada em sua carreira. Após a sobra de uma tentativa de corte do companheiro, acertou um belo chute com o pé direito de fora da área, marcando o seu primeiro gol com a camisa do Vasco, sendo o quarto gol da vitória vascaína sobre o Santos por 5–3, na Vila Belmiro, em partida válida pelo Campeonato Brasileiro. O que muitos talvez não podiam imaginar, é que ali surgia um dos maiores ídolos da história do clube.
Mesmo com o início promissor, Juninho teve um pouco de dificuldade para se firmar na equipe cruzmaltina. Após uma sequência de jogos como titular, o meia, que marcaria três gols naquele campeonato, frequentou o banco de reservas durante um tempo; todavia, sempre entrava nas partidas.
Em 1996, a situação mudou em definitivo. Juninho cravou a titularidade no meio-campo da equipe vascaína, disputando 57 partidas naquela temporada e marcando 13 gols — marca de gols que ele superaria no clube somente 16 anos depois. Foi nesse ano também que marcou o seu primeiro gol de falta com a camisa do Vasco: um belo arremate sem chances para o goleiro, fechando a vitória de 2–0 sobre o Fluminense, no Campeonato Carioca.
Em 1997, a era de ouro vascaína se iniciou e Juninho destacou-se ainda mais, registrando sua importância como jogador, sua marca e o seu nome na memória do torcedor vascaíno. Liderado pela estrela maior, o atacante Edmundo, o Vasco conquistou seu terceiro título nacional, repetindo as campanhas de 1974 e 1989, vencendo depois de muito tempo o Campeonato Brasileiro de 1997. Juninho foi um dos principais jogadores da competição, na qual fez gols importantes (alguns deles de falta) e contribuiu com assistências. Foi neste ano também, que pela primeira vez, ouviu das arquibancadas de São Januário, o grito que marcaria sua trajetória no clube: "Ei, ei, ei, o Juninho é o nosso rei". Ao fim do campeonato, foi premiado pela CBF como o melhor meia da competição.
No ano seguinte, alcançou a maior glória com a camisa do clube, registrando para sempre seu nome na história e tornando-se um dos maiores ídolos da torcida. O ano do centenário vascaíno começou com a conquista do Campeonato Carioca de Futebol de 1998, em partida contra o Bangu, vencida por 1–0 com assistência de Juninho para gol de Mauro Galvão. Contudo, a glória maior veio logo após, com a inédita conquista da Copa Libertadores da América. Como momento áureo da campanha, destaca-se a segunda partida das semifinais, no dia 22 de julho, diante do River Plate, no Monumental de Núñez. Aos 37 minutos do segundo tempo, Juninho marcou, numa linda cobrança de falta, o gol do empate que garantiu a presença do Vasco na final da Libertadores. Anos após sua saída do clube, o belo gol rendeu uma canção, cantada pela torcida mencionando o feito: "Vou torcer para o Vasco ser campeão, São Januário meu caldeirão. Vasco, tua glória é tua história, é relembrar o expresso da vitória. Contra o River Plate, sensacional (gol de quem?), gol do Juninho, monumental". Em votação realizada na internet em 2020, o gol foi eleito o mais importante da história do Vasco. Na final diante do Barcelona de Guayaquil, Juninho daria duas assistências para os gols do título na segunda partida, vencida por 2–1. Com a conquista continental e a participação no Mundial de Clubes de 1998 asseguradas, o Vasco desprezou o Campeonato Brasileiro daquele ano. Assim, no dia 1 de dezembro, o Cruzmaltino enfrentou o Real Madrid no Estádio Olímpico de Tóquio pela decisão do Mundial de Clubes. A equipe carioca jogou melhor e Juninho marcou um belo gol na partida; contudo, mesmo com a excelente atuação, os espanhóis venceram por 2–1 e ficaram com a taça. Em 2019, a atuação do Vasco naquela partida foi eleita por internautas como a melhor de um time brasileiro contra um europeu em final de Mundiais.
Em 1999, Juninho mais uma vez foi um dos grandes nomes de uma conquista do Vasco, sendo campeão do Torneio Rio-São Paulo. Nas semifinais diante do São Paulo, marcou de pênalti e deu uma assistência na derrota por 3–2 no Maracanã. O Vasco venceu a volta por 3–1, realizada no Morumbi, e carimbou a decisão. Nas finais diante do Santos, o jogador deu uma assistência e marcou um belo gol de falta na partida de ida, vencida por 3–1, no Maracanã. Na partida de volta, Juninho fez o gol do título na vitória por 2–1 no Morumbi. O meia também viveu um momento especial em sua carreira naquele ano, quando tornou-se o primeiro jogador na história a disputar duas partidas em países diferentes no mesmo dia. Isso aconteceu em 7 de setembro, quando pela segunda vez foi convocado para a Seleção Brasileira, pelo técnico Vanderlei Luxemburgo (a primeira se deu em 27 de março daquele ano, na derrota por 1–0 diante da Coréia do Sul). Após entrar no segundo tempo da vitória sobre a Argentina (4–2), disputada em Porto Alegre, embarcou para Montevidéu e, após um voo problemático, conseguiu chegar ao Uruguai a tempo de entrar no segundo tempo da partida contra o Nacional, pela Copa Mercosul. Apesar de todo o esforço de Juninho, o Vasco acabou perdendo por 3–0.
Em 2000, continuou primordial para a equipe. Após as derrotas nas finais do Mundial, Torneio-Rio São Paulo e Estadual, forma no segundo semestre um quarteto infernal ao lado de Juninho Paulista, Euller e Romário, chegando inclusive a formarem o quarteto ofensivo da Seleção Brasileira. Na Copa Mercosul de 2000, Juninho esteve presente numa das mais épicas conquistas do futebol brasileiro. Na semifinal diante do River Plate, deu assistência para o primeiro e fez a jogada do segundo gol na vitória por 4–1 no Monumental. O Vasco venceu a volta em São Januário por 1–0 e garantiu a final. Na decisão, o Vasco venceu a primeira partida sobre o Palmeiras por 2–0, com Juninho marcando um gol de falta. Na segunda partida, o Palmeiras venceu por 1–0. Por isso, houve uma terceira partida para decidir o campeão da competição. Na noite do dia 20 dezembro, no Parque Antártica, após sair perdendo por 3–0 no primeiro tempo, a equipe cruzmaltina conseguiu virar a partida, que terminou 4–3. Eleita a maior virada de todos os tempos no futebol, foi mais um título na carreira do já vitorioso e ídolo Juninho, que logo após a partida, comentou:
| “ | Ninguém imaginava que o Vasco iria virar aquela partida. Mas acreditamos. | ” |

Na Copa João Havelange (Brasileiro de 2000), Juninho mantém a sina de ser um dos jogadores mais efetivos em decisões da história do Vasco. Nas oitavas de final, marcou de falta o terceiro gol no empate por 3–3 diante do Bahia na Fonte Nova. O Vasco venceu a volta em São Januário por 3–2 e avançou. Na semifinal, após um empate na partida de ida em São Januário contra o Cruzeiro (2–2), sai do pé direito de Juninho, em linda cobrança de falta, o primeiro gol da vitória vascaína por 3–1 na partida de volta dentro do Mineirão. Na final, após empate por 1–1 fora de casa, a grande decisão que fora remarcada para o Maracanã no dia 18 de janeiro de 2001, após o acidente que ocasionou a queda de parte do alambrado de São Januário, marcaria a despedida da primeira passagem de Juninho pelo clube. Em meio as especulações de saída, fez o primeiro gol da equipe na vitória por 3–1 sobre o São Caetano, comemorando de forma tímida e emocionado, ouviu de um Maracanã cheio o coro: "Fica! Fica! Fica!". Após o apito final e com o título brasileiro, encerrava ali a primeira passagem de um dos jogadores mais vitoriosos com a camisa do clube. Com o encerramento do campeonato, foi premiado com a Bola de Prata da revista Placar como o melhor meia do certame nacional.
O grande motivo da saída de Juninho, fora a falta de valorização por parte da diretoria. O meia que era uma das principais estrelas do Vasco, continuava com um dos mais baixos salários do elenco. Após não conseguir um aumento com a direção, resolveu ser o primeiro jogador brasileiro a entrar na justiça após a instituição da Lei Pelé que pôs fim ao passe dos clubes brasileiros. Essa briga judicial se prolongou durante seis meses, sendo que Juninho ficou sem atuar durante esse período. Sua situação mudou quando o treinador do Olympique Lyonnais, Jacques Santini, indicou sua contratação em 2001. Por meio de uma liminar, Juninho conseguiu se transferir. O Vasco, que enfrentava dificuldades financeiras na época devido ao rompimento com o Bank of America, deixou de faturar R$ 62 milhões de reais com a saída de Juninho de graça para o Lyon. Esse valor resolveria tranquilamente os problemas do clube nos anos seguintes.
Em sua primeira passagem pelo Vasco, o Reizinho atuou em 295 partidas, marcou 55 gols e conquistou 10 títulos.

### Lyon
Mesmo tendo saído pela "porta dos fundos" do Vasco e ter ficado durante algum tempo sem atuar, Juninho foi convocado pela Seleção Brasileira para a disputa da Copa América de 2001 e chegou com moral no clube francês que, na época, apesar de ser o atual vice-campeão nacional, não era muito conhecido do Brasil e até mesmo na Europa. Sua intenção era apenas se estabelecer no futebol europeu, o que aconteceu logo em sua primeira temporada: com um elenco limitado e, mesmo fazendo sua estreia no futebol local, Juninho, atuando com a camisa 12, foi muito importante na conquista do inédito título da Ligue 1 de 2001–02. Em seguida, conquistou a Supercopa da França de 2002, após o Lyon atropelar o Lorient por 5–1.

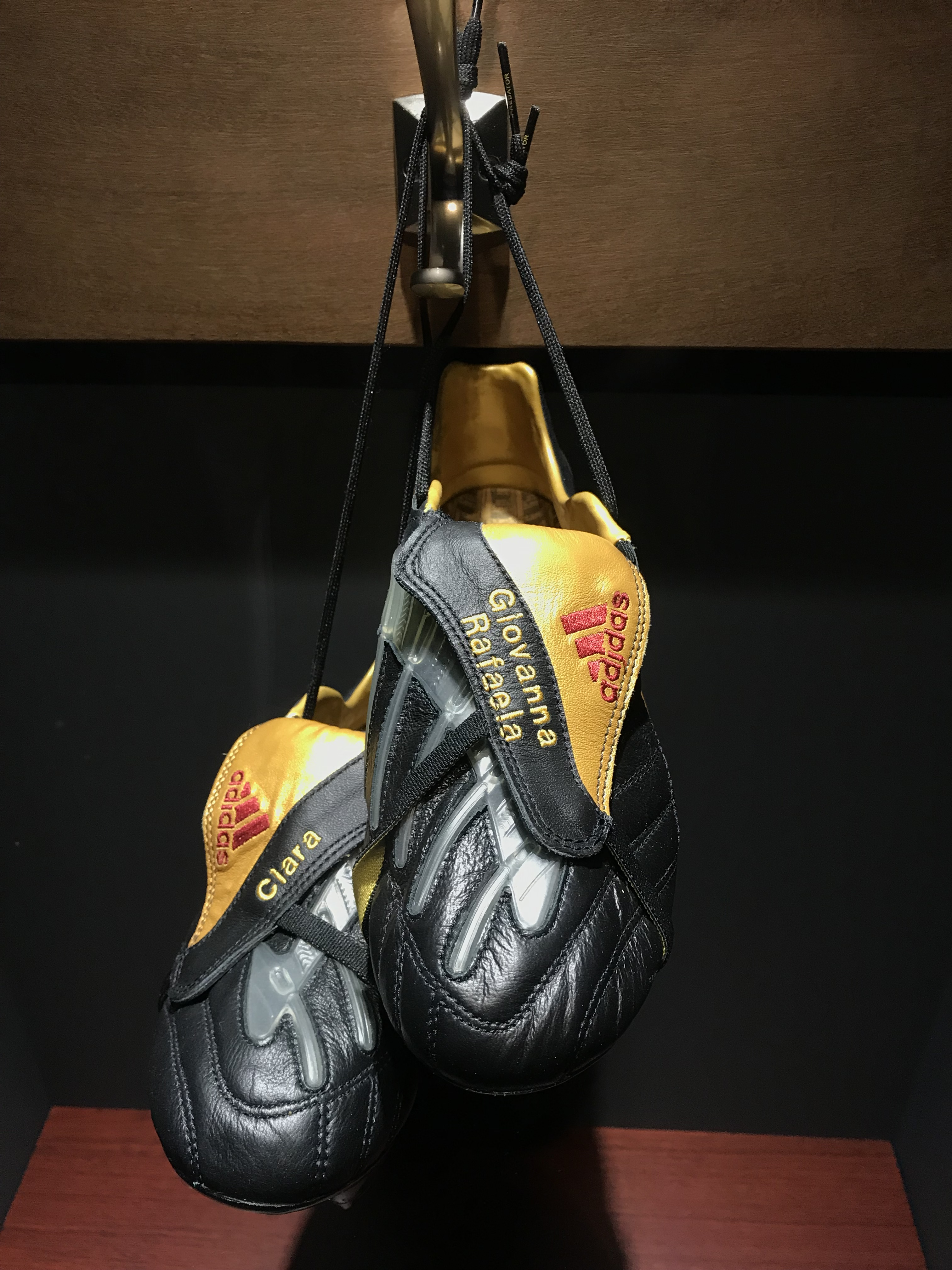
As chuteiras de Juninho penduradas no museu do Lyon. Os nomes bordados são das filhas do jogador.

Sua temporada seguinte foi ainda melhor, já com a preferida camisa 8, conseguiu conquistar o segundo título consecutivo na Ligue 1, além de terminar como artilheiro e maior assistente da equipe no campeonato e na temporada. Na decisão da Supercopa da França de 2003, deu duas assistências para a vitória por 2–1 sobre o Auxerre e o Lyon levou o troféu.
E não parou por aí: na temporada 2003–04, o terceiro título da Ligue 1, dessa vez Juninho não terminou como artilheiro da equipe, mas foi o principal jogador daquela conquista e o vice artilheiro do time na liga. De um clube modesto e desconhecido, o Lyon virara a maior força no país, tendo Juninho declarado a imprensa mais tarde:
| “ | Quando fui jogar na França, no Brasil só se conhecia o Paris Saint-Germain e Olympique de Marseille. Ninguém nem conhecia outro clube. | ” |

Após essa temporada, Juninho foi eleito o melhor estrangeiro de 2004 do país e eleito para a seleção do torneio pela revista France Football, além de ser considerado a personalidade do ano da cidade de Lyon. O tri da Supercopa da França veio contra o Paris Saint-Germain após disputa de pênaltis. Nesse mesmo ano, se iniciava a campanha do quarto título da Ligue 1 consecutivo da equipe, igualando o recorde de Saint-Étienne e Marseille, sendo Juninho no final da campanha, artilheiro do time na liga e eleito para a seleção do torneio novamente.
Com as outras equipes tradicionais em baixa no cenário nacional, não foi muito difícil para quebrar o recorde de títulos da Ligue 1 consecutivos. E isso aconteceu na temporada de 2005–06, uma das principais de Juninho no clube, sendo eleito o melhor jogador da mesma e, pelo quinto ano consecutivo, para a seleção do torneio. A fase espetacular vivida no Lyon lhe garantiu vaga incontestável na Seleção Brasileira para as disputas da Copa das Confederações 2005 e da Copa do Mundo FIFA de 2006.
O domínio no cenário nacional ainda durou mais duas temporadas, com as conquistas da Ligue 1 de 2006–07 e 2007–08. E mesmo nessas últimas duas temporadas, o capitão e ídolo Juninho tendo ultrapassado os 32 anos de idade, ainda assim, se destacou com suas assistências e tentos de falta, sendo indicado na lista de 30 jogadores para o prêmio de Melhor jogador do mundo pela FIFA em 2007, ficando na 20ª colocação. Também foi fundamental na campanha do título da Copa da França de 2007–08. Foi dele o gol que classificou o time para a decisão, após a vitória por 1–0 sobre o Sedan na semifinal. O Lyon venceu o Paris Saint-Germain na final e o capitão Juninho ergueu a taça. O Lyon havia feito até ali, com a ajuda do ídolo Juninho, o que jamais se vira na história do futebol francês, erguendo sete vezes consecutivas o troféu da Ligue 1. Conquistou também seis vezes seguidas a Supercopa da França.
Apesar do domínio no cenário nacional, o Lyon nunca conseguiu o mesmo no cenário europeu. Apesar de em suas duas primeiras temporadas disputando a Liga dos Campeões da UEFA, o clube ter terminado em terceiro em seu grupo, passando a disputar a Copa da UEFA, o Lyon conseguiu na terceira, quarta e quinta temporada de Juninho no clube, chegar às quartas de final, sua melhor colocação na competição. Nessas três temporadas, o Lyon terminou em primeiro em seu grupo, à frente de Bayern de Munique, Manchester United e Real Madrid, respectivamente. Já na sexta, pela segunda vez, o Lyon terminou à frente do Real Madrid em seu grupo, porém, dessa vez caiu nas oitavas de final.
Em termos individuais, Juninho dificilmente não se destacava, sempre articulando e construindo as jogadas ofensivas, bem como fazendo gols contra equipes poderosas da competição como Real Madrid, Barcelona, Bayern de Munique e outras.

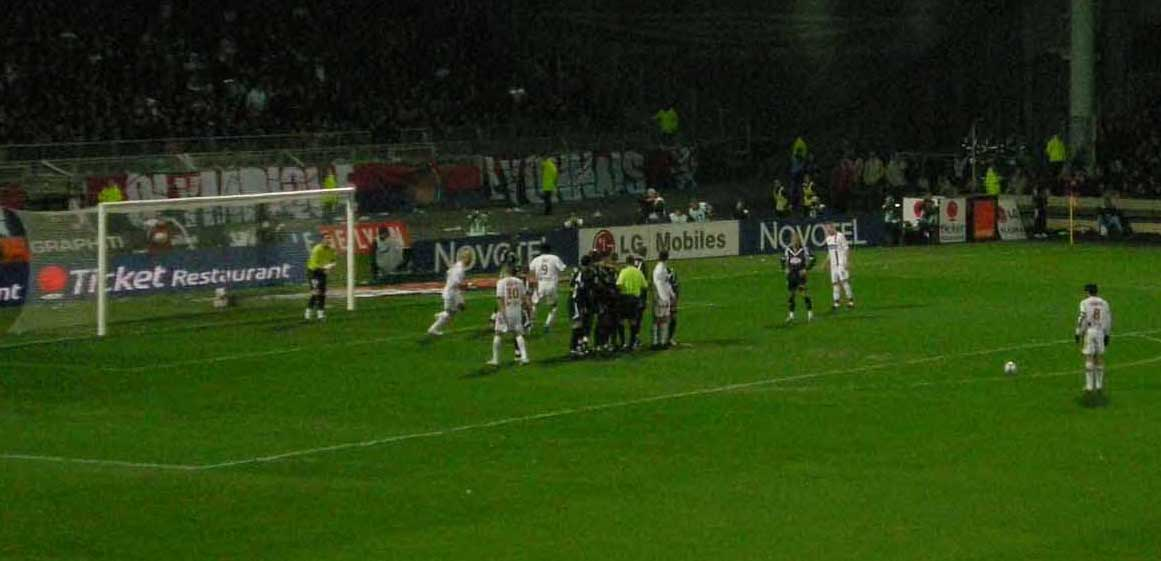
Juninho preparando-se para cobrar uma falta, uma de suas especialidades

Em sua última temporada na equipe de Lyon, Juninho teve atuações destacadas, mas pela primeira vez desde sua chegada, o clube não conquistou a Ligue 1. A equipe terminou apenas em terceira na classificação geral, perdendo o título para o Bordeaux. Sua última partida com a camisa do Lyon aconteceu na vitória sobre o Caen, em 23 de maio de 2009, onde ele marcou seu último e centésimo tento com a camisa do Lyon. Juninho é considerado pela torcida como o maior ídolo e jogador da história do clube.
Pelo Lyon foram 343 partidas, 100 gols marcados e 14 títulos conquistados.

### Al-Gharafa
Tendo recebido propostas tanto de clubes internacionais, como brasileiros, Juninho acabou acertando com o mundo árabe, para defender o Al-Gharafa, do Catar. Usando a camisa número 5 e com um contrato de duas temporadas, logo em sua temporada de estreia, conquistou três títulos: a Catar Stars Cup, a Liga do Catar (sendo o tricampeonato consecutivo do Al-Gharafa) e a Catar Crown Prince Cup. Logo após a conquista do último, também foi eleito o melhor jogador da temporada no Catar.

### Retorno ao Vasco da Gama
Em 2011, após não renovar seu contrato com o Al-Gharafa, Juninho, aos 36 anos de idade, acertou seu retorno ao Vasco, dez anos após deixar o clube rumo à França, para a alegria da torcida vascaína que desde sempre sonhava com o regresso do ídolo, principalmente após circular na internet um vídeo do jogador afirmando a um torcedor que o encontrara no aeroporto em 2006: "um dia eu volto". Tendo sido anunciado oficialmente em 27 de abril, Juninho abriu mão do seu alto salário no futebol do Catar para receber durante seu período no clube um salário mínimo (R$ 545,00 na época) aliado a produtividade, metas e prêmios fixados em contrato.
Sua reapresentação oficial ao Vasco aconteceu no dia 11 de junho, antes da primeira partida do time após a conquista da Copa do Brasil, no empate por 1–1 contra o Figueirense pelo Campeonato Brasileiro. Com os refletores do estádio apagados e um canhão de luzes no gramado como se fosse um show, o surgimento de Juninho no gramado ao sair do túnel, fez explodir em festa a torcida que lotou São Januário e a música em referência ao gol no Monumental de 1998, bem como o emblemático grito de "ei, ei, ei, o Juninho é o nosso rei", ecoaram das arquibancadas de torcedores visivelmente emocionados. A cerimônia contou ainda com a presença de outros grandes ídolos do clube como Edmundo (este fora o mais saudado), Carlos Germano, Luisinho, Geovani, Felipe que estava no clube e o ex-técnico Antônio Lopes. Todos foram reverenciados pelo então presidente e maior ídolo da história do clube, Roberto Dinamite. Sua reestreia aconteceu em 6 de julho, na derrota de virada por 2–1 para o Corinthians no Pacaembu. Com a histórica camisa 8 e a faixa de capitão, Juninho marcou o primeiro tento da partida logo aos dois minutos, numa cobrança de falta. Porém, o Vasco acabou sofrendo a virada ainda no primeiro tempo, não conseguindo reverter o placar. Juninho liderou o time e foi um dos principais responsáveis pelas ótimas campanhas do Vasco nas competições que disputou. Em 2011, ele foi peça-chave do Vasco da Gama para o time alcançar o segundo lugar no Campeonato Brasileiro, na melhor campanha do clube na história em pontos corridos e foi fundamental para o time chegar às semifinais da Copa Sul-Americana, feito inédito no clube
Em 2012, o capitão Juninho permaneceu fundamental na equipe, apesar do time não ter alcançado os grandes objetivos da temporada. No estadual, o meia ajudou a equipe a chegar nas finais da Taça Guanabara e da Taça Rio, mas o Vasco perdeu ambas as finais de turno. Na Copa Libertadores da América, tido como um dos favoritos da competição, o clube carioca caiu nas quartas-de-final diante do também favorito Corinthians, no que fora, na opinião de muitos, uma espécie de final antecipada. Já no Campeonato Brasileiro, Juninho foi o principal jogador do time (que era um dos favoritos ao título) na competição. Entretanto, apesar do excelente primeiro turno, o time sofreu um desmanche em seu elenco e fez um péssimo returno. Por conta disso, o clube, que não saía da zona de classificação para a Libertadores desde o ano anterior, acabou ficando na quinta colocação e fora da competição continental do ano seguinte. Neste campeonato, Juninho foi um dos destaques marcando sete gols e distribuindo dez assistências, liderando na maior parte do tempo a pontuação do prêmio Bola de Prata (Placar) na sua posição. Todavia, com a queda de produção da equipe, foi ultrapassado na última rodada por Zé Roberto (mesmo este tendo menos gols e menos assistências) e não ficou com o prêmio. Anos depois, Juninho, que parece nunca ter digerido muito bem o ocorrido, faria uma publicação em sua rede social, sugerindo que o tradicional prêmio fosse "carta marcada".
Em dezembro, mesmo com proposta de renovação, Juninho foi mais um a deixar o clube naquele ano. O clube vivia momento político aflorado e enfrentava problemas financeiros (o que dissolveu a equipe no segundo turno do campeonato). O meia alegou que havia um "ambiente sujo" no clube e que a sua saída ajudaria ao Vasco, pois com ela todos veriam as dificuldades que o clube vivia e trabalhariam para mudar a situação.
Na sua segunda passagem pelo Vasco, Juninho atuou em 76 partidas e marcou 19 gols pela equipe, também estabeleceu um recorde de gols em uma só temporada pelo Vasco: foram 14 gols em 2012.

### New York Red Bulls
Em 17 de dezembro de 2012, Juninho acertou sua ida para o New York Red Bulls.
O meia estreou pelo clube norte-americano numa partida em que atuou apenas por 36 minutos, onde o New York Red Bulls venceu o Malmö por 3–2, em Bradenton, na Flórida. Marcou seu primeiro gol no dia 17 de fevereiro de 2013, ao receber uma assistência do astro francês Thierry Henry. No entanto, sua equipe acabou perdendo para o New England Revolution por 3–1.
Em 3 de julho, Juninho anunciou sua rescisão com o clube, alegando pouco rendimento e má relação com o treinador da equipe: "Não estava me sentindo bem em campo, sem render o que poderia. Minha relação com o treinador (Mike Petke) dificultava ainda mais. Resolvi sair agora e quero agradecer ao clube a oportunidade de desfrutar da MLS (Major League Soccer)", explicou em texto divulgado no Facebook.

### Terceira passagem pelo Vasco da Gama
Sete meses após rejeitar a renovação de contrato com o Vasco da Gama, Juninho, aos 38 anos, voltou ao clube para atuar em sua terceira passagem pelo Gigante da Colina e agora encerrar sua vitoriosa carreira. No dia 11 de julho de 2013, o Vasco anunciou seu retorno ao clube.
Juninho reestreou com a camisa vascaína no dia 21 de julho, contra o Fluminense. Marcou o primeiro gol da partida no Maracanã e deu uma assistência para o gol de André, ajudando o Vasco a sair com a vitória. Logo na sua segunda partida, ele marcou mais um gol e foi destaque ajudando o Vasco a vencer o Criciúma em São Januário por 3–2. Foram os únicos gols de Juninho naquele ano, tendo distribuído sete assistências no Campeonato Brasileiro. Sua última partida profissional aconteceria na 33ª rodada do Brasileirão. Aos sete minutos de jogo contra o Santos, no Maracanã, o ídolo cruzmaltino cobrou uma falta da esquerda e já caiu com muitas dores na região posterior da coxa direita, próximo ao púbis. Sem chances de permanecer no jogo, foi substituído aos 10 minutos. A partida terminou empatada em 2–2 e marcou o encerramento de sua carreira. Sem poder atuar, viu longe dos gramados, o rebaixamento do clube no final do campeonato.
Nessa última passagem pelo Vasco e última temporada profissional, atuou em 22 partidas.

### Aposentadoria
Juninho havia confirmado que iria se aposentar logo após o fim do Campeonato Carioca de 2014, mas isso acabou acontecendo antes do tempo previsto. No dia 29 de janeiro, após a goleada por 4–0 do Vasco da Gama sobre o Audax Rio, foi anunciado pelo presidente do clube, Roberto Dinamite, que Juninho confirmou sua aposentadoria aos 39 anos. Dois dias depois, o jogador publicou um texto declarando ser grato a todos que o ajudaram.

## Seleção Nacional
Juninho estreou pela Seleção Brasileira no dia 27 de março de 1999, na derrota por 1–0 diante da Coréia do Sul em amistoso. Fez sua segunda partida defendendo as cores do Brasil, na vitória por 4–2 sobre a Argentina. A data ficou marcada, pois se tornou o primeiro jogador na história a disputar duas partidas em países diferentes no mesmo dia. Após entrar no segundo tempo da vitória da Seleção Brasileira sobre a Argentina, disputada em Porto Alegre, embarcou para Montevidéu e, após um voo problemático, conseguiu chegar ao Uruguai a tempo de entrar no segundo tempo da partida do Vasco contra o Nacional, pela Copa Mercosul.
Esteve presente em algumas partidas das Eliminatórias da Copa do Mundo e nas quatro partidas da desastrosa participação brasileira na Copa América de 2001, onde o Brasil foi eliminado pela inexpressiva Seleção Hondurenha nas quartas de final. Juninho acabou ficando de fora da lista dos 23 convocados por Luiz Felipe Scolari para a Copa do Mundo FIFA de 2002.
Acabou retornando à Seleção em 2003, sob o comando de Carlos Alberto Parreira e, a partir daí, não saindo mais do grupo. Mesmo não tendo participado da Copa América de 2004 (A seleção disputara a competição com uma espécie de time "B") , esteve presente no título da Copa das Confederações de 2005. Participou de três partidas, marcando na primeira, na vitória sobre a Grécia (3–0), seu primeiro gol pelo Brasil, seis anos após estrear pela Seleção Canarinho. Também jogou a final contra a Argentina, que o Brasil venceu por 4–1.
| “                      | É muito difícil chegar na Seleção. O Brasil é o país do futebol, todo ano aparecem grandes jogadores. Estar na Seleção é um prêmio e me dá muito prazer. | ” |
| — Juninho Pernambucano | |   |

Juninho foi importante na campanha das Eliminatórias da Copa do Mundo de 2006, participando de 11 das 18 partidas que o Brasil disputou. Ainda marcou um tento, no empate contra a Bolívia, em La Paz (1–1). Curiosamente, nessa partida, surpreendeu a todos quando pegou algumas bolas para treinar cobranças de falta antes do jogo. E o gol de Juninho saiu justamente de uma cobrança de falta.
Na Copa do Mundo FIFA de 2006, Juninho disputou três partidas, marcando um tento em sua estreia contra o Japão (4–1). Apesar do Brasil fazer uma Copa bem abaixo das expectativas, o meia foi um dos nomes menos criticados. Na partida contra a França, responsável pela eliminação brasileira no torneio, Juninho foi o único jogador da equipe visivelmente emocionado durante a execução do hino, antes da derrota. Curiosamente, aquela foi a sua última partida com a camisa da Seleção Canarinho.
| “ | Acabou para mim. E acabou de uma forma muito ruim. Tristeza total. | ” |

No total pela Seleção Brasileira, Juninho disputou 40 partidas e marcou seis gols.

## Reconhecimentos
Ídolo do Vasco da Gama e do Lyon, o jogador Brasileiro foi citado por Ken Bray, um físico Inglês, em um trecho do seu Livro "How to Score: Science and Beautiful Game". Por conta das suas características técnicas e da versatilidade, o escritor o considerou o maior batedor de faltas da história.
Juninho também foi eleito por jornalistas o terceiro maior ídolo da história do Vasco. O jornal espanhol As e a revista francesa Onze Mondial colocaram Juninho no topo do ranking da artilharia em cobranças de falta direta. Foram 77 gols em jogos oficiais na carreira. Foi ainda eleito o terceiro melhor estrangeiro a atuar na França, de acordo com a revista France Football. Juninho esteve presente nas sete conquistas consecutivas do Lyon no Campeonato Francês, tendo saído do clube após oito temporadas, onde marcou 100 gols em 344 partidas. Em 2015, foi eleito pelo canal Eurosport, o melhor jogador do Campeonato Francês do século 21. Em 2020, foi eleito por internautas em votação popular, o maior nordestino do futebol.

## Comentarista esportivo
Em abril de 2014, esteve como comentarista esportivo especial pela TV Globo, nas finais do Campeonato Carioca de 2014 e na semifinal da Liga dos Campeões de 2013–14 (Real Madrid x Bayern de Munique). Nesse mesmo mês, estreou na Rádio Globo, no programa Futebol de Verdade, ao lado de Zico.
No dia 7 de maio de 2018, Juninho deixou a Globo depois de uma polêmica causada por criticar os setoristas dos clubes.
Em de novembro de 2022, foi anunciado que Juninho seria comentarista dos jogos da Copa do Mundo nas transmissões do streamer Casimiro.

## Dirigente esportivo
Foi diretor de futebol do Lyon entre os anos de 2019 e 2021.

## Estatísticas

### Clubes
Atualizadas até 15 de agosto de 2013
| Clube              | Temporada         | Campeonato nacional | Campeonato nacional | Copa nacional | Copa nacional | Outros torneios¹ | Outros torneios¹ | Competições Internacionais | Competições Internacionais | Total | Total |
| Clube              | Temporada         | Jogos               | Gols                | Jogos         | Gols          | Jogos            | Gols             | Jogos                      | Gols                       | Jogos | Gols  |
| ------------------ | ----------------- | ------------------- | ------------------- | ------------- | ------------- | ---------------- | ---------------- | -------------------------- | -------------------------- | ----- | ----- |
| Sport              | 1993              | 2                   | 0                   | -             | -             | -                | -                | -                          | -                          | 2     | 0     |
| Sport              | 1994              | 22                  | 2                   | -             | -             |                  |                  | -                          | -                          | 22    | 2     |
| Sport              | Total             | 24                  | 2                   |               |               |                  |                  | -                          | -                          | 24    | 2     |
| Vasco da Gama      | 1995              | 21                  | 3                   | -             | -             | 7                | 0                | -                          | -                          | 28    | 3     |
| Vasco da Gama      | 1996              | 15                  | 6                   | 2             | 0             | 27               | 7                | 3                          | 0                          | 57    | 13    |
| Vasco da Gama      | 1997              | 18                  | 4                   | 3             | 1             | 28               | 2                | 4                          | 1                          | 51    | 8     |
| Vasco da Gama      | 1998              | 18                  | 3                   | 4             | 0             | 7                | 1                | 8                          | 2                          | 37    | 6     |
| Vasco da Gama      | 1999              | 20                  | 2                   | 4             | 0             | 31               | 9                | 6                          | 1                          | 57    | 12    |
| Vasco da Gama      | 2000              | 29                  | 5                   | 1             | 0             | 20               | 5                | 14                         | 2                          | 64    | 12    |
| Vasco da Gama      | 2001              | 1                   | 1                   | -             | -             | -                | -                | -                          | -                          | 1     | 1     |
| Vasco da Gama      | 2011              | 21                  | 4                   | -             | -             | -                | -                | 5                          | 1                          | 26    | 5     |
| Vasco da Gama      | 2012              | 29                  | 7                   | -             | -             | 14               | 5                | 7                          | 2                          | 50    | 14    |
| Vasco da Gama      | 2013              | 19                  | 2                   | 1             | 0             | -                | -                | -                          | -                          | 20    | 2     |
| Vasco da Gama      | Total             | 191                 | 37                  | 15            | 1             | 134              | 29               | 47                         | 9                          | 391   | 76    |
| Olympique Lyonnais | 2001–02           | 29                  | 5                   | 2             | 0             | 2                | 0                | 4+4                        | 0+0                        | 41    | 5     |
| Olympique Lyonnais | 2002–03           | 31                  | 13                  | 1             | 0             | 1                | 0                | 6+2                        | 0+0                        | 41    | 13    |
| Olympique Lyonnais | 2003–04           | 32                  | 10                  | 3             | 2             | 1                | 0                | 10                         | 5                          | 46    | 17    |
| Olympique Lyonnais | 2004–05           | 32                  | 13                  | 2             | 1             | 1                | 0                | 9                          | 2                          | 44    | 16    |
| Olympique Lyonnais | 2005–06           | 32                  | 8                   | 4             | 1             | 0                | 0                | 8                          | 4                          | 44    | 13    |
| Olympique Lyonnais | 2006–07           | 31                  | 10                  | 2             | 1             | 2                | 0                | 7                          | 1                          | 42    | 12    |
| Olympique Lyonnais | 2007–08           | 32                  | 8                   | 4             | 2             | 2                | 0                | 8                          | 3                          | 46    | 13    |
| Olympique Lyonnais | 2008–09           | 30                  | 8                   | 1             | 0             | 1                | 0                | 7                          | 3                          | 39    | 11    |
| Olympique Lyonnais | Total             | 250                 | 75                  | 19            | 7             | 10               | 0                | 59+6                       | 18+0                       | 343   | 100   |
| Al-Gharafa         | 2009–10           | 21                  | 7                   | 1             | 0             | 2+4              | 0+3              | 6                          | 0                          | 34    | 10    |
| Al-Gharafa         | 2010–11           | 19                  | 8                   | 3             | 1             | 2+3              | 2+1              | 5                          | 0                          | 32    | 12    |
| Al-Gharafa         | Total             | 40                  | 15                  | 4             | 1             | 4+7              | 2+4              | 11                         | 0                          | 66    | 22    |
| New York Red Bulls | 2013              | 13                  | 0                   | -             | -             | -                | -                | -                          | -                          | 13    | 1     |
| New York Red Bulls | Total             | 13                  | 0                   | -             | -             | -                | -                | -                          | -                          | 13    | 1     |
| Total na carreira  | Total na carreira | 505                 | 134                 | 37            | 9             | 126              | 34               | 127                        | 27                         | 795   | 205   |

¹Em Outros torneios, incluindo jogos e gols por torneios amistosos, jogos amistosos, pelo Campeonato Estadual, Copa do Nordeste, Torneio Rio-São Paulo e Copa da Liga Francesa.

### Seleção
| Brasil | Brasil | Brasil |
| Ano    | Jogos  | Gols   |
| ------ | ------ | ------ |
| 1999   | 4      | 0      |
| 2000   | 3      | 0      |
| 2001   | 4      | 0      |
| 2002   | 0      | 0      |
| 2003   | 4      | 0      |
| 2004   | 11     | 0      |
| 2005   | 11     | 3      |
| 2006   | 6      | 3      |
| Total  | 40     | 6      |

## Títulos
Sport
- Campeonato Pernambucano: 1994
- Copa do Nordeste: 1994

Vasco da Gama
- Campeonato Brasileiro: 1997 e 2000
- Campeonato Carioca: 1998
- Taça Guanabara: 1998 e 2000
- Taça Rio: 1998 e 1999
- Copa Libertadores da América: 1998
- Torneio Rio-São Paulo: 1999
- Copa Mercosul: 2000
- Troféu Bortolotti: 1997
- Troféu Palma de Mallorca: 1995

Lyon
- Ligue 1: 2001–02, 2002–03, 2003–04, 2004–05, 2005–06, 2006–07 e 2007–08
- Supercopa da França: 2002, 2003, 2004, 2005, 2006 e 2007
- Copa da França: 2007–08

Al-Gharafa
- Catar Stars Cup: 2009
- Liga do Catar: 2009–10
- Catar Crown Prince Cup: 2010 e 2011

Seleção Brasileira
- Torneio Internacional de Toulon: 1995[9]
- Copa das Confederações FIFA: 2005

### Prêmios individuais
- Seleção do Campeonato Brasileiro: 1997
- Bola de Prata: 2000
- Melhor Estrangeiro na França: 2004
- Equipe ideal da Ligue 1: 2002-03, 2003–04, 2004–05, 2005–06 e 2006-07
- Jogador do mês da Ligue 1: fevereiro de 2005, março de 2005 e outubro de 2006
- Melhor jogador da Ligue 1: 2005–06
- Equipe do Ano ESM: 2005–06 e 2006–07
- Melhor Jogador da temporada no Catar: 2009–10